# Katixa Agirre
 Katixa Agirre Miguelez  (Vitòria, 27 d'octubre de 1981) és una escriptora i professora universitària basca.
Doctorada en Comunicació Audiovisual va treballar com a columnista per a mitjans com el Diario de Noticias de Álaba i el Argia, entre d'altres, Katixa Agirre és una escriptora que escriu en basc. Exerceix la docència a la Universitat del País Basc. Durant la seva trajectòria, ha publicat les col·leccions de contes Sua falta zaigu (2007) i Habitat (2009). Aquesta darrera, va rebre el premi Igarta. També publicà els llibres infantils Paularen seigarren atzamarra, Ez naiz sirena bat, eta zer? i Patzikuren problemak. Ha estat columnista en el Diari de Notícies d'Àlaba, al Deia, Aizu! i en el Argia.
El 2015 va publicar la seva primera novel·la, Atertu art Itxaron (Elkar, 2015), "road novell" mereixedora del premi 111 Akademia, que fou traduïda més endavant a l'espanyol, a més d'altres idiomes com el danès i el búlgar. Tres anys més tard va veure la llum Amez ez dute, que també tingué una traducció en castellà. L'any 2020 es va publicar la traducció catalana Les mares no, de la seva novel·la, Amek ez dute, una exploració cap a formes de maternitat que fugen del tòpic únic, de la maternitat com un moment idíl·lic, mancat de contradiccions.

## Obres

### Narrativa
- Sua falta zaigu, Elkar (2007).
- Habitat, Elkar (2009).
- Amaia Lapitz eta erregina gorriaren hilobia, Elkar, (2010).
- Amaia Lapitz eta Kartagoko ermandade sekretua (Elkar, 2013).
- Atertu arte itxaron, Elkar (2015).
- Los turistas desganados, Pre-textos (2017).
- Les mares no (2020), traducció de Pau Joan Hernàndez (Barcelona:Ara Llibres) ISBN 978-84-17918-30-9.
- De nou centaure (2022), traducció de Pau Joan Hernàndez (Barcelona:La Segona Perifèria) ISBN 978-84-19059-09-3.

### Literatura infantil
- Paularen seigarren atzamarra, Elkar (2007).
- Ez naiz sirena bat, eta zer?, Elkar (2009).
- Patzikuren problemak, Elkar (2010).